# میراثی از سناباد (مجموعه مستند)
میراثی از سناباد نام مجموعه مستند تلویزیونی است که پیش تولید و تولید آن در سال ۱۳۹۱ شروع و فصل اول این مجموعه برای اولین بار در نوروز ۱۳۹۵ از صدا و سیمای جمهوری اسلامی ایران و دیگر رسانه ها پخش گردید.
این مجموعه به معرفی آثار تاریخی، فرهنگی، ملی به همراه جاذبه های علمی، باستانی و گردشگری بخشی از ایران یعنی خراسان بزرگ (استان های خراسان رضوی، شمالی و جنوبی) می پردازد.
این مستند دانش نامه ای مصور از شکوه و عظمت تاریخ، فرهنگ و علم در ایران عزیزمان است.

## فصل اول
در فصل اول مجموعه مستند میراثی از سناباد به معرفی بخشی از صنایع دستی در حال فراموشی و منسوخ شدن در استان خراسان رضوی شامل شهرهای مشهد، طرقبه و شاندیز، کلات، تربت حیدریه، قوچان و تربت جام پرداخته می شود.
قسمت اول این مجموعه به معرفی دهکده سناباد (بخشی از مشهد کنونی) و در قسمت های بعدی به معرفی اشیا قیمتی و نیمه قیمتی خراسان از جمله؛ نوار بافی، گل‌دوزی، ارغوان بافی، پوستین‌ دوزی، زیورآلات سنتی، انگشتر سازی، چاروق دوزی، گره‌چینی، قلم‌زنی، ترمه دوزی، پرچم دوزی، فیروزه‌کوبی، آینه‌کاری، احجام سنگی، سوخته چرم، احجام مسی، گلیم بافی، کاشی اسلیمی یا سنتی، سازسازی سنتی اصیل مشهد، احجام فلزی، معرق‌ چوب، سرمه‌دوزی، نگارگری ایرانی، نقاشی روی شیشه، البسه محلی، پاپیه ماشه، مینای خانه بندی و چاپ باتیک می پردازد.
| مجری طرح                | موسسه تولید فیلم تصویرسازان هنر هفتم |
| تهیه کننده              | سید علی اصغر امیری نسب               |
| طراح و نویسنده          | سید علی اصغر امیری نسب               |
| کارگردان                | الیاس صادق زاده                      |
| تدوین و صداگذاری        | حمیدرضا عطارزاده مهدی سرگل زایی      |
| طراح تیتراژ             | عطیه دامیار زهرا شهرکی               |
| تصویربردار و نورپرداز   | یوسف سبحانی                          |
| صدابردار                | حجت اشرف زاده                        |
| موسیقی انتخابی          | موسیقی محلی و بومی خراسان            |
| طراح صحنه               | فرزاد تفقدی                          |
| مدیر تولید و برنامه ریز | علی عباسپور                          |

## فصل دوم
فصل دوم مجموعه مستند میراثی از سناباد، در ادامه فصل اول این مجموعه به معرفی صنایع دستی و مشاغل قدیمی شهرهای نیشابور و فیروزه از استان خراسان رضوی می پردازد.
قسمت اول از فصل دوم با معرفی معدن فیروزه شروع و در قسمت های بعدی به معرفی صنایع و مشاغل تاریخی از جمله؛ دوات گری، آهنگری، لحاف‌دوزی، قالی بافی، نقشه کشی قالی، رنگرزی، سفالگری و سرامیک سازی، خراطی، تنورمالی، فیروزه تراشی، خوشنویسی، گیوه‌بافی، پیکرتراشی، نگارگری و... پرداخته می شود.
| مجری طرح                     | موسسه تولید فیلم تصویرسازان هنر هفتم |
| تهیه کننده و طراح            | سیدعلی اصغر امیری نسب                |
| نویسنده و پژوهشگر            | شیرین بخشی                           |
| کارگردان                     | سیدعلی اصغر امیری نسب                |
| دستیار کارگردان و برنامه ریز | حجت الاسلام جواد صدیقی               |
| تدوین و صداگذاری             | مهدی سرگل زایی                       |
| طراح تیتراژ                  | زهرا شهرکی                           |
| طراح صحنه و گرافیک           | مجتبی خوش زبان                       |
| تصویربردار و نورپرداز        | امیر صحرایی فلاح                     |
| صدابردار                     | حجت تقدمی                            |
| موسیقی انتخابی               | موسیقی محلی و بومی خراسان            |
| مدیر تولید                   | جواد صدیقی                           |
| مدیر تدارکات                 | علیرضا صدیقی                         |

## فصل سوم
خراسان بزرگ در طول تاریخ و با قرار داشتن در مسیر جاده ابریشم همواره اهمیت اقتصادی، سیاسی و فرهنگی مهمی داشته است. با حضور علی بن موسی الرضا، از سال ۱۸۳ هجری قمری، اهمیت این بخش از خاک ایران دو چندان شد.
اعتقادات مذهبی، اهمیت جغرافیایی خراسان بزرگ و اهتمام حاکمان وقت، بخصوص از زمان صفویه به بعد، منجر به شکل گیری تشکیلات اداری تحت عنوان آستان قدس گردید که علاوه بر پرداختن به مسایل مذهبی، به دلیل داشتن ساختاری منسجم، به نهادی برای حفظ و نگهداری آثار فرهنگی و تاریخی جهان و بخصوص ایران عزیزمان تبدیل شد.
در فصل سوم مجموعه مستند میراثی از سناباد برای نخستین بار در تاریخ آستان قدس رضوی، با رویکردی جدید که تا قبل از آن انجام نشده است به بررسی قدیمی ترین و مهمترین نهاد تشکیلاتی این مجموعه یعنی سازمان کتابخانه ها، موزه ها و مرکز اسناد و نقش این سازمان در حفظ فرهنگ و تاریخ ایران عزیزمان پرداخته می شود.
فصل سوم این مجموعه به زبان فارسی و با زیرنویس های عربی، انگلیسی، آلمانی، فرانسوی و اردو انتشار یافته است.
| مجری طرح                       | موسسه تولید فیلم تصویرسازان هنر هفتم سازمان کتابخانه ها، موزه ها و مرکز اسناد آستان قدس رضوی با اهتمام؛ سازمان علمی و فرهنگی آستان قدس رضوی |
| تهیه کننده                     | سیدعلی اصغر امیری نسب |
| مدیر تولید                     | محمدجواد قوی |
| جانشین تولید                   | جواد درسویی محمدمهدی مرتضوی فر عبدالحسین ملک جعفریان حسین خسروی                                                                             |
| پشتیبانی تولید                 | مهدی قیصری نیک سبحان بختیاری موسسه آفرینش های هنری آستان قدس رضوی مرکز ارتباطات و رسانه آستان قدس رضوی                                      |
| مشاوران پژوهش                  | سیدرضا شالفروشان محمدحسین یزدی نژاد عذرا یوسفی دکتر الهه محبوب فریمانی                                                                      |
| پژوهشگران                      | احمد حمصی زینب هاشمی سهیل فرشچی |
| ناظر محتوایی پژوهش             | حجت الاسلام دکتر سید جلال حسینی |
| طراح و نویسنده                 | سیدعلی اصغر امیری نسب |
| مترجم                          | دکتر محمدصالح صنعتی فر نجمه ابراهیمی |
| کارگردان                       | سیدعلی اصغر امیری نسب |
| دستیار کارگردان و برنامه ریز   | نورالدین حسین سنابادی عزیز حجت الاسلام جواد صدیقی                                                                                           |
| تدوین و اصلاح رنگ              | مهدی سرگل زایی سیداسداله حسینی شیرین بخشی                                                                                                   |
| آهنگساز                        | یوسف گلستانی مصطفی زمردی |
| صدابرداری،صداگذاری و طراحی صدا | حجت تقدمی |
| شاعر                           | اشعار انتخابی از حافظ زنده نام نوراله امینی عبدالجبار کاکایی نسیم مقراضی زهرا رسول زاده                                                     |
| خواننده                        | حسام‌الدین سراج مهران مبینی هادی اسکندری کاوان کاکایی عباس جلالی تبار                                                                        |
| تصویربردار و نورپرداز          | سیداسداله حسینی ناصر ابراهیم زاده قالیباف امیر صحرایی فلاح کاوه محمودی                                                                      |
| هلی شات                        | مصطفی شیروانی علی شیری |
| تیتراژ و گرافیک                | مجتبی خوش زبان |
| طراحی لوگو                     | مهدی عسگری |
| عنوان بندی و خوشنویس           | استاد حسن احسن |
| روابط عمومی                    | زهرا اسدی رضا خیابانی محمدرضا ساقی ابوالحسن غنچه‌گی ثانی                                                                                     |
| راوی                           | نورالدین حسین سنابادی عزیز حسین قرقانی علی سلیمانی                                                                                          |
| گریم                           | حامد سویزی عماد آبیز |
| عکاس                           | محمدجواد مشهدی اکبر سفری مقدم |
| تدارکات                        | محمود پورفرمانی |

## آهنگسازی و موسیقی متن
آهنگسازی و موسیقی متن مجموعه مستند میراثی از سناباد توسط یوسف گلستانی و با همراهی مصطفی زمردی انجام شده است.
در موسیقی این مجموعه سعی شده با توجه به حوزه پخش این مجموعه در داخل و خارج از ایران، از تلفیق موسیقی غربی و شرقی بهره گرفته شود. در بخش هایی، از سازهای ارکستر سمفونی و کلاسیک غربی و در بخش هایی به فراخور محتوای مجموعه از سازهای شرقی و بخصوص سازهای ایرانی استفاده شده است.
| ردیف | نام قطعه            | زمان قطعه | ترانه سرا        | خواننده         |
| ---- | ------------------- | --------- | ---------------- | --------------- |
| 1    | محرم دل             | 4:08      | حافظ             | هادی اسکندری    |
| 2    | میراثی از سناباد    | 5:25      | عبدالجبار کاکایی | حسام الدین سراج |
| 3    | آیه آرامش           | 3:30      | عبدالجبار کاکایی | کاوان کاکایی    |
| 4    | وطنم                | 3:56      | نسیم مقراضی      | مهران مبینی     |
| 5    | پیرمغان             | 3:45      | حافظ             | مهران مبینی     |
| 6    | خورشید در مدار زمین | 3:30      | زهرا رسول زاده   | مهران مبینی     |
| 7    | آستان رفیع          | 3:45      | نوراله امینی     | عباس جلالی      |

در موسیقی متن مجموعه مستند میراثی از سناباد، با توجه به حجم بالای قطعه ها، صرفا قطعات مهم و کلیدی در آلبوم بی کلام استفاده شده اند.
| ردیف | نام قطعه                  | زمان قطعه |
| ---- | ------------------------- | --------- |
| 1    | میراثی از سناباد          | 2:33      |
| 2    | سناباد                    | 1:30      |
| 3    | میراث گذشتگان             | 1:20      |
| 4    | سناباد جایی در یک رویا    | 1:25      |
| 5    | صحن                       | 1:00      |
| 6    | دوردست ها                 | 1:15      |
| 7    | شیپورها به صدا در می آیند | 1:35      |
| 8    | تاریخ ماندگار             | 1:40      |
| 9    | آناهیتا                   | 1:00      |
| 10   | برفراز سناباد             | 1:35      |
| 11   | آخرین میراث               | 1:25      |
| 12   | فانوس های روشن            | 1:45      |
| 13   | رویای یک تاریخ            | 1:30      |
| 14   | بارگاه                    | 1:25      |
| 15   | میراثی از دور دست ها      | 2:00      |
| 16   | دست نوشته ها              | 2:10      |
| 17   | یک دقیقه تاریخ            | 1:00      |

## جوایز و افتخارات
مجموعه فصل های مستند «میراثی از سناباد» در سال ۱۴۰۰ مورد حمایت معنوی و اعطای نشان کمیسیون ملی یونسکو -ایران قرار گرفت.